# Apalachee
|  | No s'ha de confondre amb Apalatxes (serralada de l'Amèrica del Nord) ni amb Apalachees (tribu muskogi).. |

L'apalachee era una llengua muskogi de la costa del nord-oest de Florida parlada pels apalachees. Era molt estretament relacionada amb el koasati i l'alabama.

## Història
En el segle xvii els apalachees foren sotmesos pels espanyols i cristianitzats, però en 1703 els colons anglesos invadiren la regió i massacraren nombrosos apalachees, deportant i esclavitzant la resta. Els supervivents es refugiaren amb els francesos a Pensacola i després a Mobile. S'instal·laren més tard a Louisiana. Un altre grup va fugir i es va refugiar a la regió de l'actual Veracruz, a Mèxic, en 1763, després de l'evacuació de Florida pels espanyols.
La llengua ens és coneguda per un sol document, una carta al rei d'Espanya i signada per sis líders apalachees. Això demostra l'existència d'un ús de la llengua escrita, desenvolupada per missioners jesuïtes i franciscans. No obstant això, persisteix el rumor que altres documents en apalachee es troben als arxius d'aquests ordes a l'Havana.

## Fonologia
Els fonemes de l'apalachee són els següents: 

### Consonants
|           |           | Labial | Alveolar | Palatal | Velar | Glotal |
| --------- | --------- | ------ | -------- | ------- | ----- | ------ |
| Oclusiva  | Sorda     | p      | t        |         | k     |        |
| Oclusiva  | Sonora    | b      |          |         |       |        |
| Africada  | Africada  |        |          | ʧ       |       |        |
| Fricativa | central   | f      | s        |         |       | h      |
| Fricativa | Lateral   |        | ɬ        |         |       |        |
| Nasal     | Nasal     | m      | n        |         |       |        |
| Latwral   | Latwral   |        | l        |         |       |        |
| Semivocal | Semivocal | w      |          | j       |       |        |

### Vocals
L'apalachee té tres vocals que tenen tres qualitats : curtes, llargues i nasals. Tot i que les nasals només apareixen en les paraules amb afixos.
|             | Anterior | Anterior | Anterior | Central | Central | Central | Posterior | Posterior | Posterior |
| ----------- | -------- | -------- | -------- | ------- | ------- | ------- | --------- | --------- | --------- |
| Tancada     | i        | iː       | ĩ        |         |         |         |           |           |           |
| Semitancada |          |          |          |         |         |         | o         | oː        | õ         |
| Oberta      |          |          |          | a       | aː      | ã       |           |           |           |